# František Žaškovský
František Žaškovský, lat. Franciscus Zsasskovszky, maďarsky Ferenc Zsasskovszky (3. dubna 1819 Dolný Kubín – 2. prosince 1887 Eger) byl slovenský varhaník, hudební skladatel a pedagog.

## Život
Byl synem Andreje Žaškovského, učitele a varhaníka. Studoval ve Váci a v Košicích. V roce 1841 byl žákem Karla Františka Pitsche na Varhanické škole v Praze. Od roku 1846 působil jako regenschori a profesor na učitelském ústavu v Egeru.
Získal několik ocenění za podíl na šíření církevní hudby. Obec Dolný Kubín pořádá na počest rodiny Žaškovských Memoriál Žaškovských.

## Dílo
Žaškovský je představitelem katolické chrámové hudby. Jako pořizovatel a vydavatel sborníků písní a chorálních úprav se zasloužil o sjednocování katolického církevního zpěvu v Uhersku. Ve spolupráci s bratrem Andrejem a s A. Radlinským sestavil a vydal v Egeru sbírku latinských a slovenských církevních zpěvů (Manuale Musico-Lithurgicum, 1853). Později vyšla tato sbírka i v maďarské verzi. Sestavil také sbírku 45 latinských duchovních sborů skladatelů 16. až 19. století pod názvem Palestrina.
Jako skladatel se věnoval církevní i světské hudbě. Psal skladby pro varhany, upravoval písně pro sbory.